# Ludita
Ludita is een geslacht van vliesvleugelige insecten van de familie keverdoders (Tiphiidae).

## Soorten
- L. andromeda Nagy, 1967
- L. consobrina Nagy, 1967
- L. fulvipennis (Smith, 1879)
- L. ramispinosa Nagy, 1967
- L. villosa (Fabricius, 1793)